# Cesare Mussini

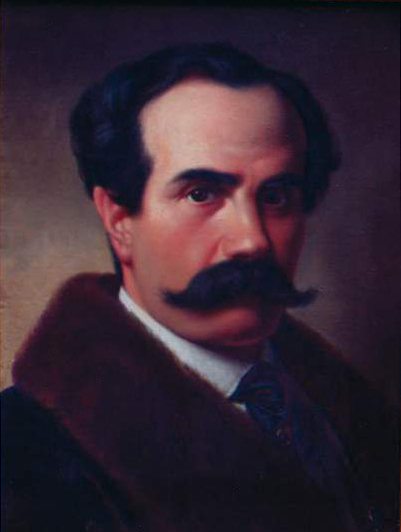
Selbstporträt (1842)

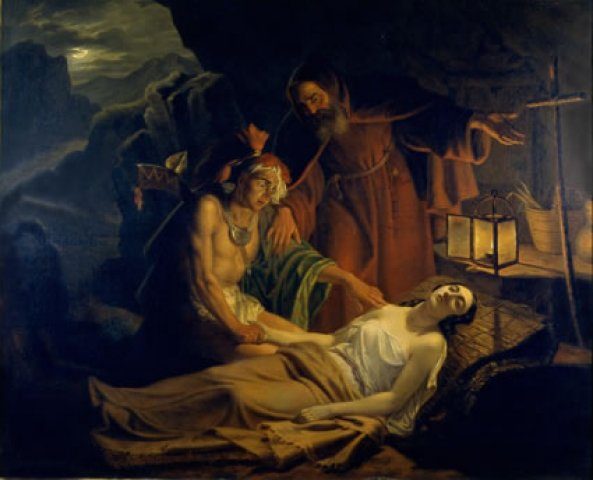
Tod von Atala (1835), Galleria Nazionale d’Arte Moderna

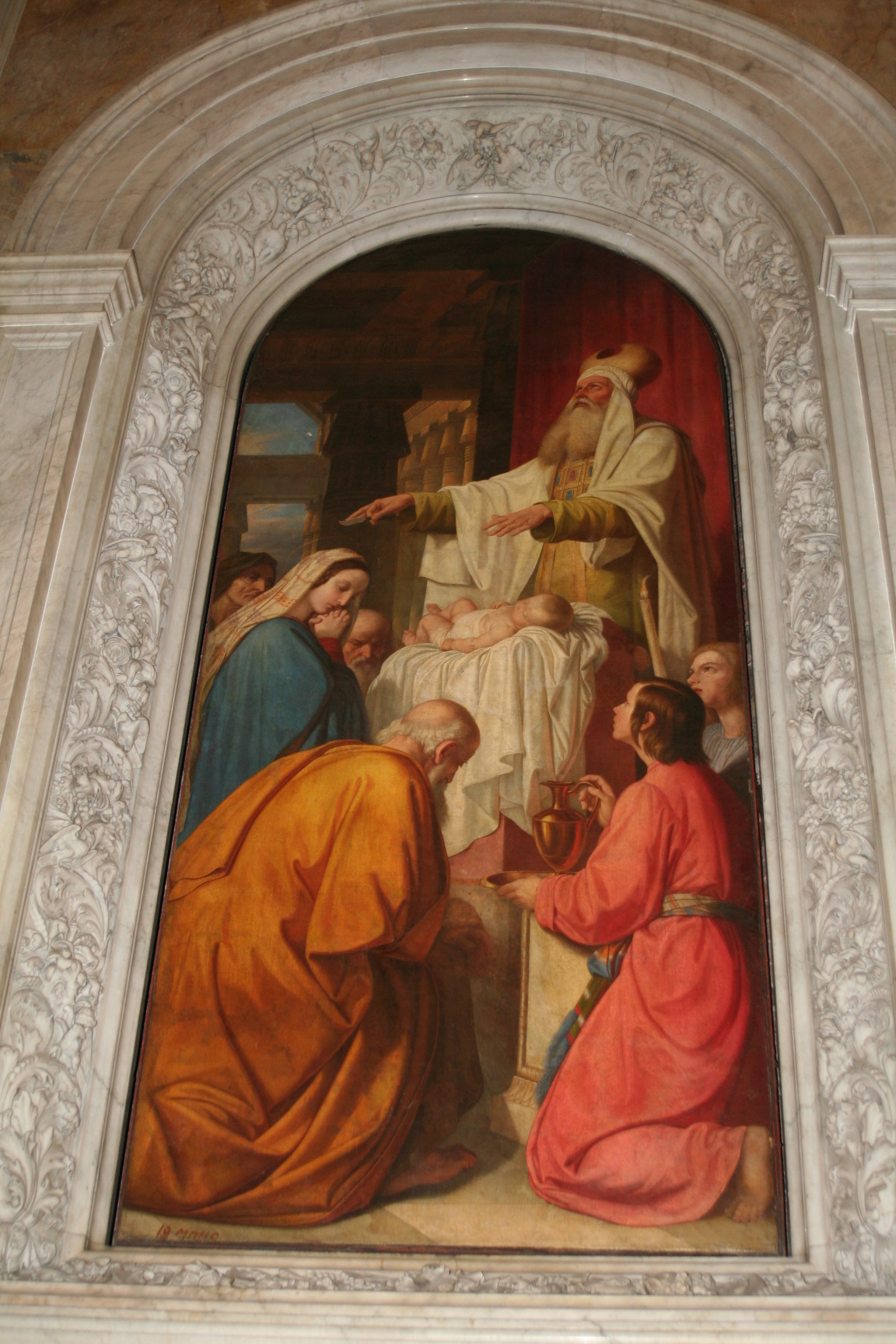
Die Beschneidung Jesu in der Isaakskathedrale in St. Petersburg (1849)

Cesare Mussini (* 5. Juni 1804 in Berlin; † 24. Mai 1879 in Florenz) war ein deutsch-italienischer Maler, der hauptsächlich Porträts und Bilder religiöser Thematik schuf.

## Leben
Mussini war der Sohn des Sängers, Violinisten und Komponisten Natale Mussini (1765–1837).
1820 zog er mit seinem jüngeren Bruder Luigi Mussini (1813–1888) nach Florenz und begann dort eine Ausbildung an der Kunstakademie.
1823 gewann er dort eine Auszeichnung für eine Aquarellmalerei und 1824 für eine Ölskizze.
1828 zog Mussini nach Rom, wo er mit französischen Intellektuellen und Künstlern befreundet war, wie der Botschafter François-René de Chateaubriand und Horace Vernet, dem Direktor der französischen Akademie. Als 1830 Felix Mendelssohn Bartholdy in Rom ankam, freundete er sich mit ihm an.
In Rom wandelte sich sein Stil vom Klassizismus zur Romantik.
1832 kehrte Mussini nach Florenz zurück. Er war ein begehrter Porträtkünstler mit Kunden aus der ganzen Welt. Ab Oktober 1834 begann er an der Akademie der bildenden Künste zu lehren. Im selben Jahr wurde er von Raphael Finzi Morelli beauftragt, Fresken in seinem Haus auf der Piazza Santa Maria Novella zu malen.
Später wurde er Professor an der Akademie.
1839 bereicherte er die Skulpturensammlung des neuen Museums in Berlin, dessen Generaldirektor Ignaz von Olfers war, durch seine Schenkung mit zwei bemalten Stuckbüsten, die Lorenzo il Magnifico und Niccolò Machiavelli darstellten. 1840 erwarb er für das Museum für einen geringen Betrag eine bemalte Tonbüste, die Piero Soderini darstellte. Als Gustav Friedrich Waagen wegen weiterer Ankäufe in Italien war, vermittelte er diesem zudem ca. 25 weitere Skulpturen, vornehmlich aus dem Quattrocento.
Um 1840 entwickelte er ein spezielles Verfahren zur Herstellung von Farben mit natürlichen Harzen, „ohne Öl und ohne Wachs“ und verwendet sie im Laufe seiner Karriere. Festigkeit und Haltbarkeit sind die wichtigsten Merkmale der erhaltenen Farben, die Preise bei internationalen Ausstellungen in London (1851, 1862) und Genua (1854) gewann.
1844 ging er nach St. Petersburg, wo er fast zwei Jahre lang blieb und für Kaiser  Nikolaus I. malte.
1875 verkaufte er seine Harz-Ölfarben-Rezeptur der deutschen Firma Schmincke, die noch heute ein Produkt mit dem Namen Mussini produziert.
Cesare Mussini war mit Elise, der ältesten Tochter von Johann Ludwig Urban Blesson verheiratet, mit der er fünf Kinder hatte, Arturo (1841–1904), Costanza, Fanny, Olga und Francesca.
1896 baute Ernst Röver für die Kapelle des Schröderstifts in Hamburg eine Orgel, deren Mittelteil ein Gemälde von Cesare Mussini schmückt. Die Orgel befindet sich heute mit Gemälde im Orgelzentrum Valley. Einige Werke von Mussini sind zudem in bekannten Museen zu sehen, unter anderem in den Uffizien der Accademia di Belle Arti in Florenz, in der Galleria d´arte moderna di Palazzo Pitti und in der Galleria Nazionale d’Arte Moderna in Rom.

## Gemälde (Auswahl)
- Leonardo da Vinci stirbt in den Armen von Franz I. (1828)
- Tasso liest Dichtung zu Eleonora d’Este
- Raphael und die Fornarina
- Tod von Atala
- Stanislaw Poniatowski befreit seinen polnischen Sklaven
- Imelda de ’Lambertazzi mit Bonifacio de’Geremei